# Richard F. Kneip
Richard Francis Kneip (* 7. Januar 1933 in Tyler, Lincoln County, Minnesota; † 9. März 1987 in Sioux Falls, South Dakota) war ein US-amerikanischer Politiker und von 1971 bis 1978 der 25. Gouverneur des Bundesstaates South Dakota. Später wurde er Botschafter der Vereinigten Staaten in Singapur.

## Frühe Jahre und politischer Aufstieg
Richard Kneip leistete nach der Schulzeit zwischen 1951 und 1955 seinen Militärdienst bei der US Navy ab. In dieser Zeit war er in Deutschland stationiert. Nach seiner Rückkehr in das zivile Leben besuchte er die South Dakota State University und die Saint John′s University. Danach stieg er in das Milchgeschäft ein. Zwischen 1965 und 1971 war Kneip Mitglied des Senats von South Dakota. Während der letzten vier Jahre fungierte er dort als Fraktionschef der Demokraten. Im Jahr 1970 wurde er gegen Amtsinhaber Frank L. Farrar zum neuen Gouverneur gewählt. Er wurde somit einer von bislang nur fünf Gouverneuren von South Dakota, die nicht der Republikanischen Partei angehörten.

## Gouverneur von South Dakota
Kneip trat sein neues Amt am 5. Januar 1971 an. In seiner Regierungszeit trat eine Verfassungsänderung in Kraft, wonach die Amtszeit eines Gouverneurs von zwei auf vier Jahre verlängert wurde. 1972 wurde Kneip zum letzten Mal in eine zweijährige Amtszeit gewählt; im Jahr 1974 schaffte er eine erneute Wiederwahl, diesmal mit einer vierjährigen Amtszeit. Das größte politische Problem seiner Regierungszeit waren Auseinandersetzungen um die Beziehungen zwischen den Weißen und den Indianern. Die Indianer verlangten im Zeitalter der Bürgerrechtsbewegung auch für sich die Gleichberechtigung. Im Verlauf der Auseinandersetzung besetzten die Indianer den Ort Wounded Knee, in dem 1890 das berüchtigte Massaker an den Indianern stattgefunden hatte. Bei den folgenden Unruhen gab es Tote und Verletzte. Gouverneur Kneip richtete eine Kommission ein, die sich schließlich mit den Vertretern der Indianer einigte. Der Gouverneur straffte auch die Verwaltung, indem er Abteilungen und Ministerien zusammenlegte. Andere Schwerpunkte seiner Amtszeit waren eine Steuerreform, der Ausbau der Autobahnen und die Schulpolitik. Am 24. Juli 1978 trat Kneip von seinem Amt zurück, um als US-Botschafter nach Singapur zu gehen. Er hatte bis dahin die längste Amtszeit aller Gouverneure von South Dakota.

## Weiterer Lebenslauf
Bis 1980 blieb Richard Kneip in Singapur. Danach widmete er sich wieder seinen privaten Interessen. Im Jahr 1986 bewarb er sich noch einmal um die Nominierung seiner Partei für das Amt des Gouverneurs. Er konnte sich aber in den Vorwahlen nicht durchsetzen. Anfang 1987 wurde bei Kneip Krebs diagnostiziert, an dem er schon im März desselben Jahres verstarb. Er war mit Nancy Lou Panky verheiratet, mit der er acht Kinder hatte.